# Ben Gardane
Ben Gardane  (în arabă بنقردان ) este un oraș  în Guvernoratul Medenine, Tunisia. 